# Southwest Waterfront
Southwest Waterfront est un quartier résidentiel de Washington.
Il est circonscrit entre l'Interstate 395 (nord), le Washington Channel (ouest), l'Anacostia (sud) et la South Capitol Street (en) (est).

Southwest Waterfront.